# Torteron
Torteron is een gemeente in het Franse departement Cher (regio Centre-Val de Loire) en telt 810 inwoners (2005). De plaats maakt deel uit van het arrondissement Saint-Amand-Montrond.

## Geografie
De oppervlakte van Torteron bedraagt 13,4 km², de bevolkingsdichtheid is 60,4 inwoners per km².
De onderstaande kaart toont de ligging van Torteron met de belangrijkste infrastructuur en aangrenzende gemeenten.

## Demografie
Onderstaande figuur toont het verloop van het inwonertal (bron: INSEE-tellingen).